# Kriegsfeld
Kriegsfeld là một xã thuộc thuộc huyện Donnersberg, Đức. Xã Kriegsfeld có diện tích 26,41 km², dân số thời điểm ngày 31 tháng 12 năm 2006 là 1098 người.